# Cyrtolepus
Cyrtolepus är ett släkte av skalbaggar. Cyrtolepus ingår i familjen vivlar.

## Dottertaxa tillCyrtolepus, i alfabetisk ordning[1]
- Cyrtolepus angustirostris
- Cyrtolepus assimilis
- Cyrtolepus biskrensis
- Cyrtolepus boghariensis
- Cyrtolepus bonnairei
- Cyrtolepus diecki
- Cyrtolepus dilatipes
- Cyrtolepus ericius
- Cyrtolepus gaheryi
- Cyrtolepus gibbosus
- Cyrtolepus graecus
- Cyrtolepus kabylianus
- Cyrtolepus lethierryi
- Cyrtolepus maculicornis
- Cyrtolepus metallescens
- Cyrtolepus monilicornis
- Cyrtolepus moraguesi
- Cyrtolepus oblitus
- Cyrtolepus obscuricolor
- Cyrtolepus opacus
- Cyrtolepus parvicollis
- Cyrtolepus parvulicollis
- Cyrtolepus peyerimhoffi
- Cyrtolepus piceus
- Cyrtolepus puberulus
- Cyrtolepus punctatus
- Cyrtolepus seidlitzi
- Cyrtolepus subnitidus
- Cyrtolepus susicus
- Cyrtolepus tenuitarsis
- Cyrtolepus tibialis
- Cyrtolepus villosus